# Biserica Sfântul Gheorghe din Hârlău
Biserica „Sf. Gheorghe” din Hârlău este o biserică ctitorită de Ștefan cel Mare în anul 1492. Ea se află pe strada Logofăt Tăutu nr. 16 din centrul orașului Hârlău (județul Iași), la o distanță de 74 km de municipiul Iași.
Biserica „Sf. Gheorghe” din Hârlău a fost inclusă pe Lista monumentelor istorice din județul Iași din anul 2015, având codul  IS-II-m-A-04178.01. Ea este considerată parte a ansamblului Curții domnești din Hârlău, alături de ruinele curții domnești.
Biserica a servit drept model pentru Catedrala Mitropolitană din Timișoara.

## Importanța istorică a Hârlăului
Încă din secolul al XIV-lea, Hârlăul a fost unul dintre cele mai importante centre economice și politice ale Moldovei. Prima sa atestare documentară provine dintr-un act din 1 mai 1384, în care se menționează existența unei curți domnești în această localitate unde locuia Doamna Margareta (Mușata), mama domnitorilor Petru I Mușat (1375-1391) și Roman I Mușat (1391-1392).
Doamna Margareta a ctitorit o biserică catolică în orașul Siret în a doua jumătate a secolului al XIV-lea, pentru Ordinul Dominicanilor, dorind să fie înmormântată acolo. Prin hrisovul domnesc din 1384, domnitorul Petru I a confirmat acest act, acordând și anumite privilegii predicatorilor. Domnitorul precizează că acel hrisov a fost dat „in curia matri nostrae carisimae, Horieganoio”, pasaj tradus de medievalistul Mihai Costăchescu astfel: „în orașul Hârlău în adunarea (la curtea n.n.) mamei noastre preaiubite”.
Târgul s-a dezvoltat în perioada domniei lui Ștefan cel Mare (1457-1504), care a intuit rolul strategic al Hârlăului, prin poziția cvasicentrală în cadrul Moldovei medievale. În anul 1486, el a refăcut din temelii clădirile vechii curți domnești, dându-le o mare extindere. El a pus o pisanie, găsită în anul 1871 și aflată astăzi în patrimoniul Muzeului de Artă al României din București, în care stau scrise următoarele: „Binecinstitorul și de Hristos iubitorul, Io Ștefan voievod, din mila lui Dumnezeu domn al Țării Moldovei, fiul lui Bogdan voievod, a făcut aceste case, care s-au început a se zidi în anul 6994 (1486) luna...20 și s-au sfârșit în același an, septembrie 15”. Șase ani mai tâziu, în 1492, el a înălțat aici Biserica Sf. Gheorghe. Reședința domnească din Hârlău a fost una dintre reședințele preferate ale domnitorului moldovean, mai ales către sfârșitul domniei. La 12 iulie 1499, Ștefan cel Mare a semnat la Hârlău Tratatul de pace cu polonii regelui Ioan Albert.
Domnitorul Petru Rareș (1527-1538, 1541-1546) era originar din târgul Hârlău și a locuit între anii 1530-1532 la Curtea Domnească de acolo. El a înălțat în acel târg și o biserică cu hramul Sf. Dumitru.
Rolul Curții domnești de la Hârlău s-a diminuat după ce domnitorul Alexandru Lăpușneanu (1552-1561, 1564-1568) a mutat capitala Moldovei la Iași, unde a construit o curte domnească. Între anii 1624-1626, ca urmare a arderii curții domnești din Iași la 2 octombrie 1624, domnitorul Radu Mihnea (1616-1619, 1623-1626) și-a mutat la reședința domnească de la Hârlău.
Curtea domnească și târgul Hârlău decad după moartea lui Radu Mihnea. În anul 1727, curtea domnească era încă intactă, ea fiind vizitată de către Scarlat Ghica, fiul domnitorului Grigore II Ghica (1726-1733, 1735-1739, 1739-1741 și 1747-1748). Distrugerea ei s-a produs în secolul al XIX-lea, când localnicii au dărâmat-o pentru a folosi piatra la pavarea străzilor și la construcția de case. Până în anul 1907, aici s-a aflat depozitul de gunoi al orașului și oborul de vite.

## Istoricul bisericii

### Ctitorire
Săpăturile arheologice efectuate la Biserica „Sf. Gheorghe” din Hârlău în anul 2001, sub coordonarea prof. dr. arheolog Stela Cheptea, cercetător științific la Institutul de Studii Est-Europene Iași, au dus la descoperirea sub naosul actualei biserici a fundațiilor și ruinelor a două biserici mai vechi. Prima biserică datează, probabil, din a doua jumătate a veacului al XIV-lea, masa altarului fiind identificată sub naosul actualei biserici. Fundația sa are adâncimea de numai 0,90–1,00 m. A doua biserică a fost construită, probabil, în timpul lui Alexandru cel Bun (1400-1432). Aceasta avea plan treflat, puțin deviat de la axul primei biserici și un pridvor pe latura de vest. Fundațiile sale sunt mai adânci: 2,30-2,50 m. Se presupune că ar fi fost avariată de cutremurul din 1471, fiind necesară demantelarea ei.
Biserica „Sf. Gheorghe” din Hârlău a fost construită în anul 1492, în mai puțin de cinci luni. Acest lucru este atestat de pisania scrisă în limba slavonă cu următorul text: „Binecinstitorul și iubitorul de Hristos, Io Ștefan Voievod, din mila lui Dumnezeu Domnul țării Moldovei, fiul lui Bogdan Voievod, a zidit această biserică întru numele sfântului și măritului mare mucenic și purtător de biruință Gheorghe, care s-a început a se zidi în anul 7000, luna mai 30, și s-a terminat în același an, luna octombrie 28, iar al domniei sale în anul al 36-lea curgător.” (1492) 
Cronicarul Grigore Ureche (c. 1590-1647) menționează în „Letopisețul țărâi Moldovei, de când s-au descălecat țara și de cursul anilor și de viiața domnilor carea scrie de la Dragoș vodă până la Aron vodă” rolul lui Ștefan cel Mare de ctitor al Curții domnești și al Bisericii „Sf., Gheorghe” din Hârlău în următoarele cuvinte: „Vă leato 6995 (=1487), într-acestu an au discălicatu Ștefan vodă târgul Hârlăul, de au ziditu și bisérica cea domnească de piiatră și curțile acele domnești cu ziduri cu tot, carile stau și astăzi.”.

### Reparații
În timpul domniei lui Petru Rareș (1527-1538, 1541-1546), biserica a fost pictată în frescă pe exterior de zugravul Gheorghe din Tricala. Ferestre gotice monumentale din pronaos au fost astupate cu tencuială, în scopul de a se mări suprafeța ce trebuia pictată, rămânând doar două ferestre de mici dimensiuni.

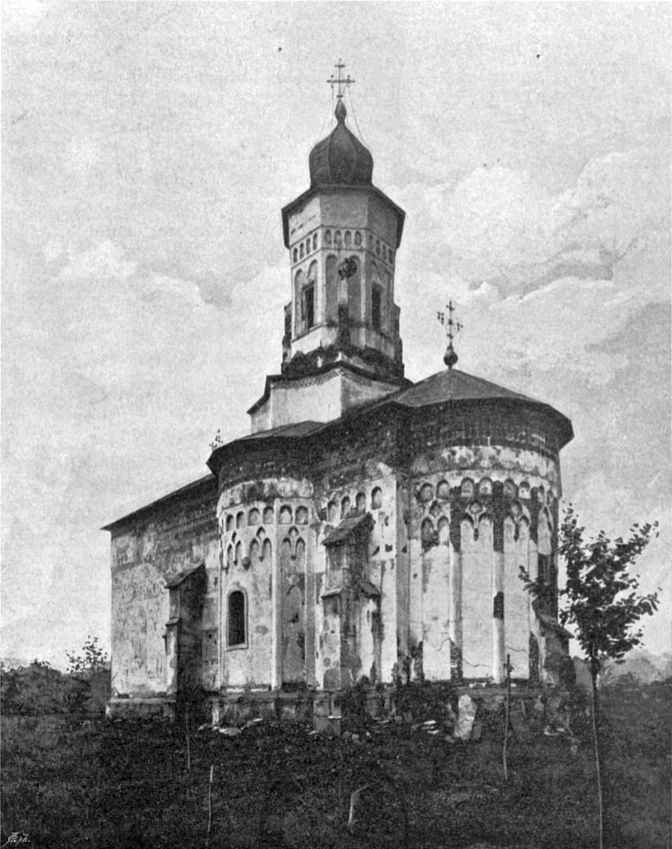
Biserica în anul 1896

Între anii 1624-1626, ca urmare a arderii curții domnești din Iași la 2 octombrie 1624, domnitorul Radu Mihnea (1616-1619, 1623-1626) și-a mutat la reședința domnească de la Hârlău, aducând unele îmbunătățiri sub influența arhitecturii italiene, după cum ne informează Marco Bandini în 1636, și extinzând curtea domnească de aici. Voievodul a murit aici la 20 ianuarie 1626, fiind înmormântat într-o criptă aflată în colțul de nord al pronaosului, dar ulterior corpul său neînsuflețit a fost transferat de fiii lui la Mănăstirea Radu Vodă din București.
În anul 1791, spătarul Mihail Racoviță a realizat o serie de lucrări de reparații. Atunci a fost înlăturat peretele despărțitor dintre naos și pronaos, fiind distrus tabloul votiv în care apărea Ștefan cel Mare. Picturile exterioare au fost acoperite cu tencuială. Tot atunci a fost amplasată și catapeteasma actuală.
În perioada 1893-1904 au fost efectuate lucrări de restaurare a monumentului istoric sub coordonarea arhitectului Constantin Băicoianu (1859-1929) din școala lui André Lecomte du Noüy, acestea fiind finalizate în 1904. S-a decapat tencuiala exterioară, fiind repuse în valoare ferestrele gotice din pronaos, dar s-au înlăturat urmele de frescă exterioră. Fațada bisericii a fost refăcută cu cărămidă aparentă și discuri ceramice policrome, considerată a fi specifică monumentului original din epoca lui Ștefan cel Mare. A fost refăcut și acoperișul bisericii.
Afectată de fum, pictura interioară a fost spălată în 1911 și 1931-1932 de către pictorul restaurator Dumitru Norocea. Alte lucrări de restaurare, de mai mică amploare, au avut loc în 1926-1929 și 1954.
Până în anul 1904 exista un turn-clopotniță de zid, cu boltă de intrare. În anii '80 ai secolului al XX-lea au fost construite zidul înconjurător de piatră și o clopotniță din beton armat (la nord-est de biserică), cu două arcade în care atârnă clopotele, care imită arhitectura zvonițelor moldovenești din secolul al XVIII-lea.
În 1992, a avut loc o intervenție locală neautorizată asupra picturii murale a bisericii. Pictura a fost spălată cu apă și probabil detergent, determinând o estompare a culorilor.
În anul 2001 s-au efectuat importante săpături arheologice, coordonate de arheologul Stela Cheptea. Cu acest prilej, s-au descoperit fundațiile și ruinele a două biserici mai vechi sub biserica actuală. Una dintre acestea datează din secolul al XIV-lea.
În primul deceniu al secolului al XXI-lea s-a efectuat o cercetare preliminară a picturii murale interioare, în scopul identificării stării de conservare a stratului pictural. S-a constatat că pictura murală originală a suferit intervenții ample de repictare sau de refacere (portrete, mâini), precum și de spălare. Concluzia a fost că întreaga pictură este degradată ca urmare a repictării de proastă calitate, a spălării, a acoperirii cu depuneri masive de fum și praf atmosferic, a semnelor incizate (grafite) etc. S-au identificat portretele care au fost refăcute. Portretul feminin din tabloul votiv (unicul personaj păstrat din reprezentarea familiei ctitorului) este grav deteriorat ca urmare a pierderilor parțiale ale stratului de culoare, vizibile în zona gurii și gâtului și a unor reparații grosiere care acoperă ochii și nasul personajului.

### Necropolă
Biserica a avut o gropniță între pronaos și naos. În lăcaș au fost descoperite mai multe cavouri, iar într-unul din acestea era un sicriu cu oseminte. Inspectorul Ana-Maria Zup din cadrul Direcției Județene pentru Cultură, Culte și Patrimoniu (DJCCP) Iași consideră că este vorba de mormântul unui boier sau negustor bogat, care ar fi avut legătură cu ctitoria bisericii.
În colțul de nord al pronaosului s-a aflat mormântul domnitorului Radu Mihnea, dar rămășițele sale pământești au fost mutate ulterior la Mănăstirea Radu Vodă din București. Pe locul unde a fost mormântul voievodal s-a descoperit într-o tainiță un adevărat tezaur format din monede și alte podoabe.
În biserică s-a aflat și mormântul zugravului Gheorghe din Tricala. Lespedea sa funerară se află în prezent la Muzeul Național de Artă al României de la București. Pe piatră se află următoarea inscripție în limba slavonă: „Acest mormânt este al robului lui Dumnezeu, meșterul Gheorghe zugravul, venit din țara Tricalei; și a răposat la viața veșnică [în zilele binecinstitorului... în anul 7038, luna ianuarie] 15”.

## Descrierea bisericii

### Arhitectură
Biserica „Sf. Gheorghe” din Hârlău a fost construită după planul mai vechi al Bisericii Sf. Ilie din Sfântu Ilie.
Biserica lui Ștefan cel Mare are plan triconc, cu abside poligonale în exterior (cele laterale au cinci laturi și cea a altarului șapte laturi) și o turlă pe naos. Edificiul are următoarele dimensiuni: 21,50 m – lungime interioară, 24,20 m – lungime exterioară, 8,40 m – lățime (în dreptul absidelor, 12,00 m) și 21,50 m – înălțimea până la calota cupolei.
Biserica are cinci contraforturi: câte două încadrează absidele laterale și una sprijină absida altarului, până la nivelul ferestrei. Soclul bisericii, contraforturile și colțurile sunt realizate din piatră cioplită. Pereții sunt din piatră cioplită până la nivelul nașterii bolților și din cărămidă aparentă până la cornișă. Fațada bisericii este împărțită de trei brâie de cărămizi smălțuite. Sub cornișă se află o friză formată din trei rânduri de discuri smălțuite, în culorile verde, galben, brun și vișiniu, cu desene în relief (capete de zimbru, sirene, lei, grifoni, balauri încolăciți, stele etc.), intercalate cu butoni mici triunghiulari, iar sub friză sunt două rânduri de ocnițe, două ocnițe din partea superioară corespunzând uneia din partea inferioară. Absidele laterale sunt decorate cu firide oarbe alungite până la soclu, terminate la partea superioară cu o dublă arcatură în arc frânt și separate între ele prin picioare de cărămidă aparentă.
În interior, biserica este compartimentată în pridvor, pronaos, naos și altar. În biserică se intră pe o ușă aflată pe peretele vestic al pridvorului, care are aspectul unui portal de factură gotică. Ea are un cadru de trei nervuri de piatră, încheiate în arc frânt, înscris într-un cadru dreptunghiular tot de piatră. Pronaosul este boltit formând o calotă sferică susținută de opt pandantivi. Pe pereții pronaosului se află patru ferestre de dimensiuni mari (două pe peretele nordic și alte două pe peretele sudic), realizate în stil gotic (cu chenare în arc frânt și având rozete și două colonete).
Deasupra naosului se află o turlă octogonală din cărămidă aparentă sprijinită pe două baze stelate suprapuse. Turla are patru ferestre dreptunghiulare dispuse în cele patru puncte cardinale, pe celelalte laturi aflându-se contraforți mici, în trepte. Pe cele două baze care susțin turla, dar și pe turlă (sub ferestre și deasupra lor) se află ocnițe. Catapeteasma datează din anul 1791, din timpul restaurărilor efectuate de spătarul Mihail Racoviță.

### Iconografie
Biserica „Sf. Gheorghe” din Hârlău a avut pictură exterioară în frescă, realizată de un anume Gheorghe zugrav în timpul domniei lui Petru Rareș. Deoarece pe pereții pronaosului se aflau ferestre gotice monumentale, acestea au fost astupate cu tencuială și pictate pe deasupra lor, rămânând doar două ferestre de mici dimensiuni. Picturile exterioare au fost acoperite cu tencuială în urma restaurării efectuate de spătarul Mihail Racoviță în 1791. În urma noilor lucrări de restaurare efectuate de Constantin Băicoianu la începutul secolului al XX-lea, s-a decapat tencuiala care acoperea ferestrele din pronaos, înlăturându-se și urmele de pictură exterioară.
Analizând fotografiile făcute în 1897 de Juan Alpar, istoricul de artă Sorin Ulea constata că pictura era ștearsă pe mari porțiuni, dar se putea reconstitui întregul program iconografic. Registrul pictural exterior cuprindea: Judecata de apoi (pe fațada vestică), Arborele lui Iesei (pe fațada sudică), Cinul (pe absidele laterale și absida altarului) și Imnul acatist cu Rugul în flăcări și Asediul Constantinopolului (pe fațada nordică).
Pictura interioară, de o mare valoare artistică, a fost realizată în trei etape. Din vremea lui Ștefan cel Mare s-a păstrat pictura din altar și parțial cea din naos. Sunt menționate scenele Împărtășirea Sf. Apostoli, Cina cea de taină, Spălarea picioarelor și parțial Răstignirea lui Iisus din altar, precum și scenele din viața „Sf. Gheorghe” zugrăvite pe pereții naosului. Pictura din pronaos datează din timpul lui Petru Pareș, fiind realizate probabil de zugravul Gheorghe, care ar fi pictat și fresca exterioară. La începutul secolului al XVII-lea, pictura interioară a fost refăcută, adăugându-se culoare peste culoare.
Inițial, pe peretele despărțitor dintre naos și pronaos se afla un tablou votiv, cu portretul lui Ștefan cel Mare. Intervenția realizată de spătarul Mihail Racoviță în 1791 a dus la înlăturarea acestui perete despărțitor , rămânând doar portretul un personaj feminin presupus de Paul Henry a fi Maria Voichița, ultima soție a ctitorului. Doamna din tabloul votiv este îmbrăcată într-o mantie de brocart, cu guler de blană, și are pe cap o maramă și o coroană poleită și decoratã cu perle.
La începutul secolului al XX-lea (mai precis în 1911 și 1931-1932), s-au făcut lucrări de spălare și de consolidare a picturii de către pictorul restaurator Dumitru Norocea. În 1992, pictura a fost spălată cu detergent, iar această intervenție neautorizată a dus la deteriorarea picturii.
Pictura interioară este zgâriată de un număr mare de inscripții în limbile latină, slavonă, poloneză, greacă, armeană, română etc. Cele mai multe grafite au fost realizate de ostașii polonezi din armata regelui Ioan Sobieski al III-lea, care au staționat la Hârlău de la 26 septembrie până la începutul lunii octombrie 1691. Aceștia și-au scrijelit numele pe pereții bisericii, chiar și în altar. Pe unele inscripții se citesc următoarele: „Ano 1691 Rex Poloniae Ion II cum exercitu fuit” (în română "În anul 1691 regele Poloniei a fost aici cu armata") – pe peretele nordic al altarului, „Koliphsa (tar) Moskovski 1711” (interpretată de unii cercetători astfel: „Pe aici a trecut țarul Moscovei Petru I, la 1711”), iar pe peretele vestic se află semnătura cu caractere slavone și latine a lui Udriște Năsturel din anul 1655.
Istoricul de artă Sorin Ulea a afirmat că pictura Bisericii „Sf. Gheorghe” din Hârlău prezintă mari asemănări, din punct de vedere al stilului, cu cea de la Biserica Sfântul Nicolae din Dorohoi. El a remarcat „aceeași predilecție a zugravilor pentru somptuozitatea materiei, pentru ornamentul luxos, pentru eleganța rafinatã a atitudinilor”.

## Varia
În publicistica româneascǎ a fost lansatǎ opinia conform cǎreia arhitectul Nicolae Ghica-Budești ar fi realizat în primii ani ai secolului XX planurile pentru Biserica Sf. Vasile din București luând drept model biserica din Hârlău. În realitate, planurile pentru Biserica Sf. Vasile din București au fost inspirate de la formele Bisericii „Sf. Gheorghe” din Baia. Oricum, stilul moldovenesc din epoca lui Ștefan cel Mare, din care fac parte monumentele menționate, constituie o îmbinare între elementele caracteristice goticului (contraforți, socluri profilate etc.) și imperativele cultului ortodox , ceea ce le-a recomandat drept model pentru primul lǎcaș român unit din București.

## Imagini

Ruinele curţii domneşti şi Biserica „Sf. Gheorghe”
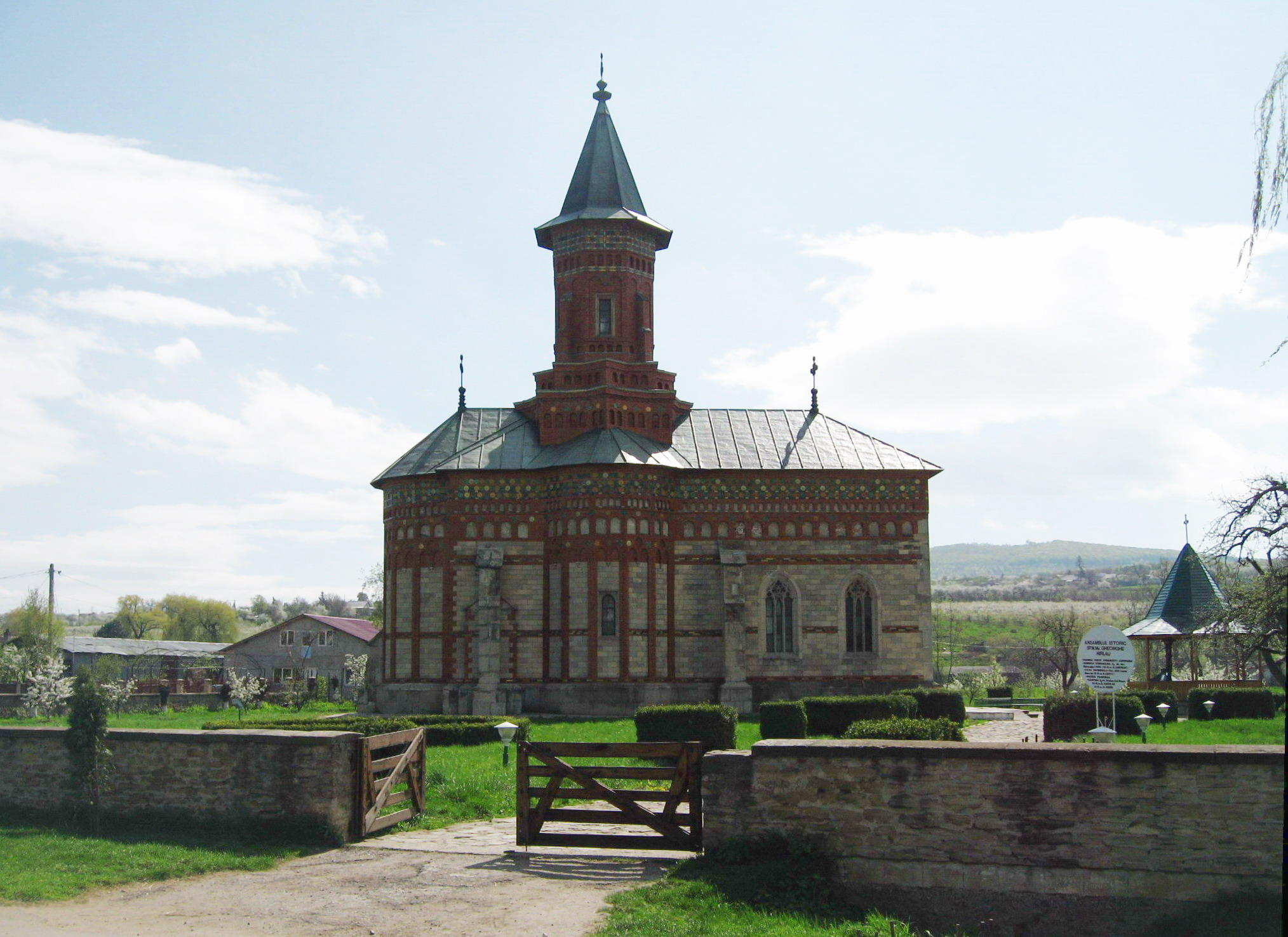
Biserica
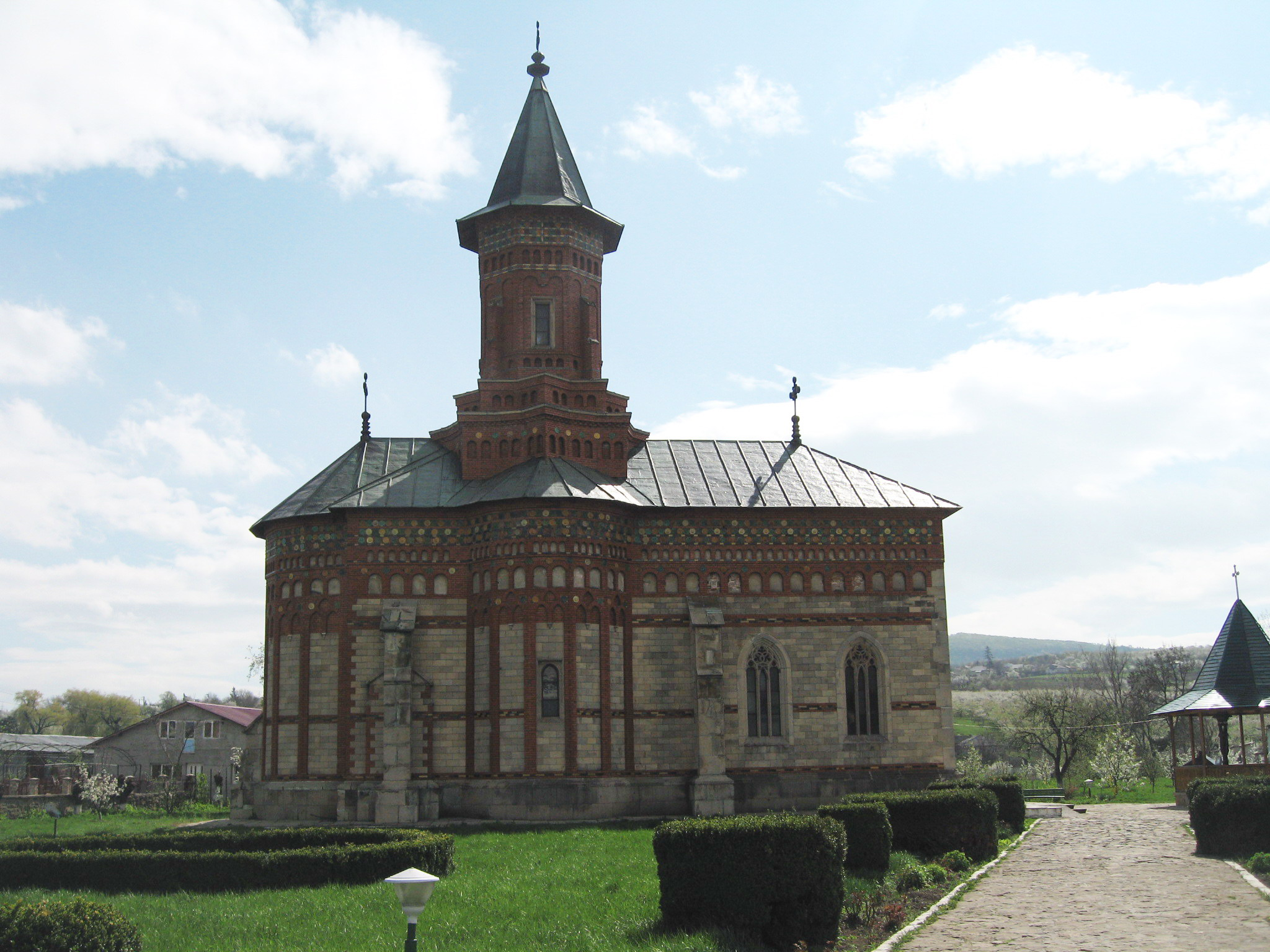
Biserica - latura nordică
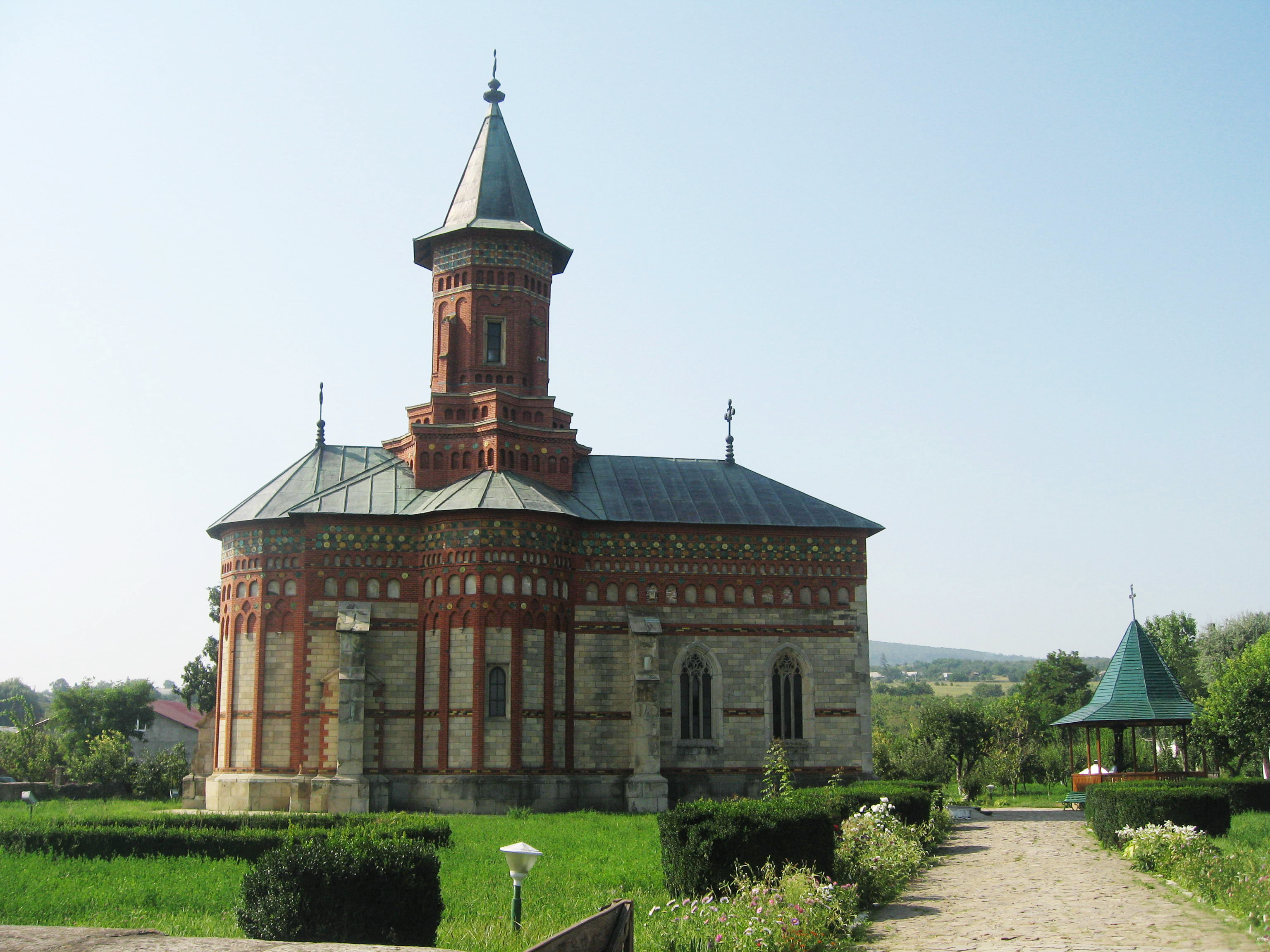
Biserica - latura nordică
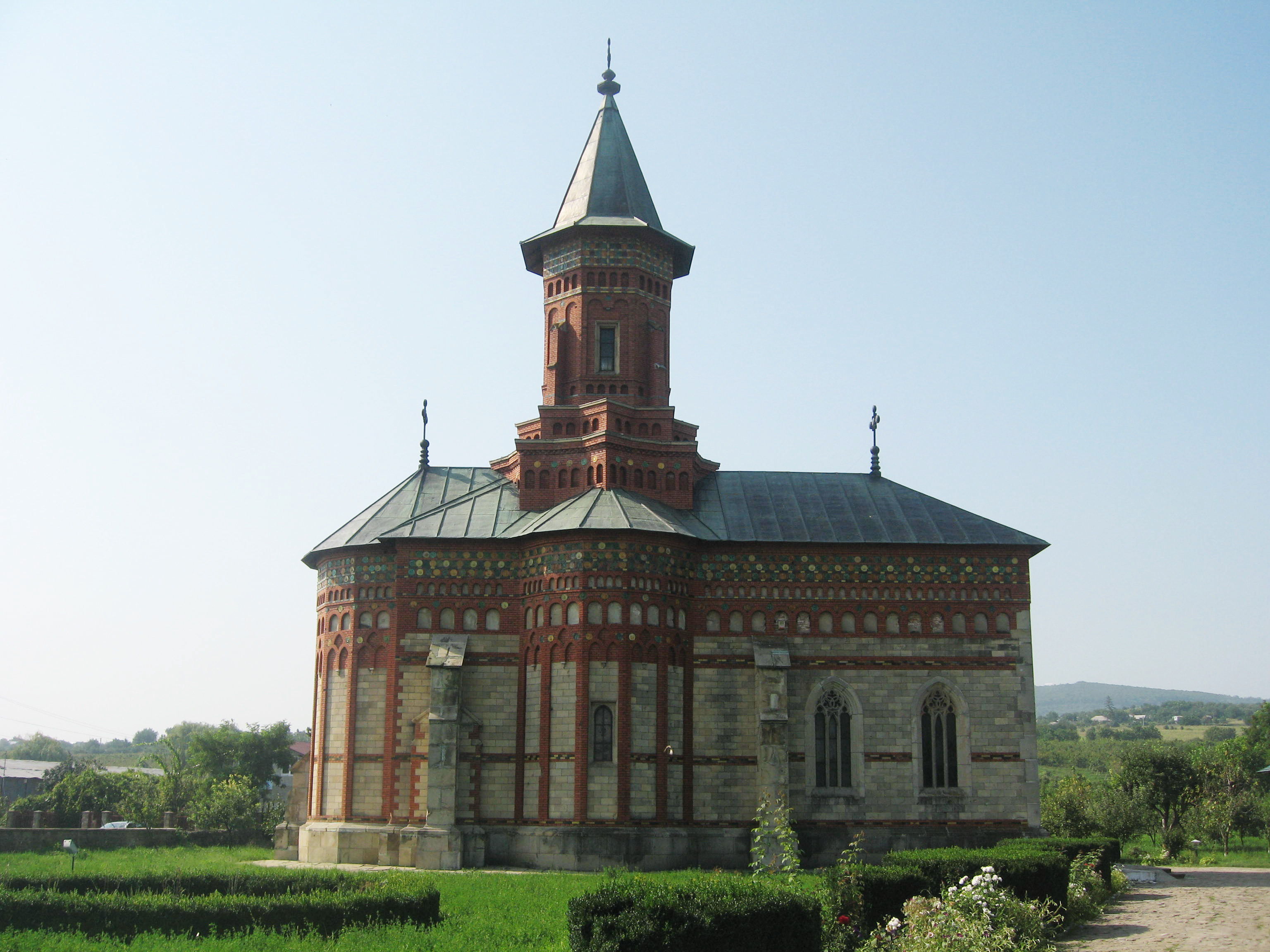
Biserica - latura nordică
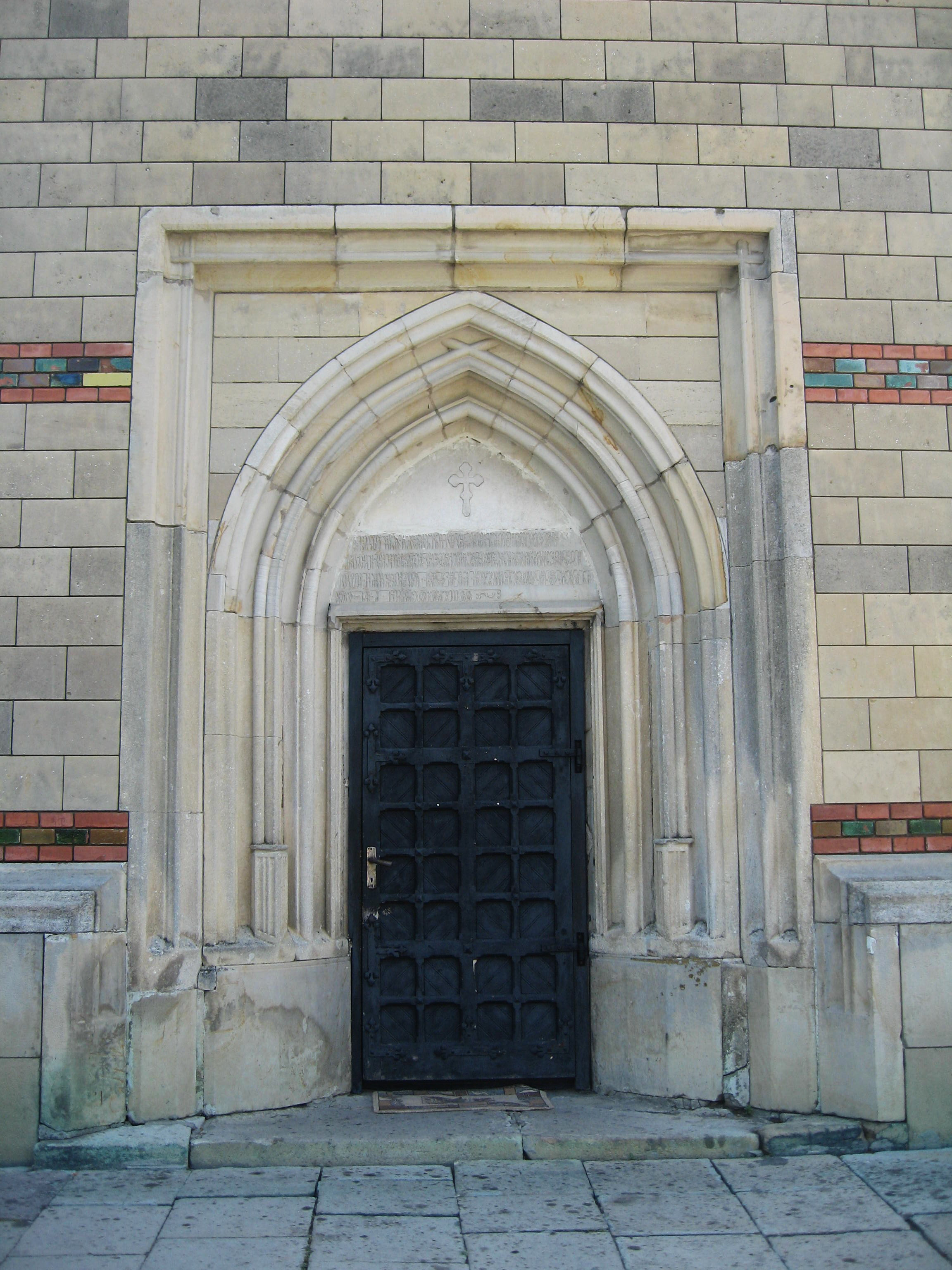
Portalul de intrare în biserică
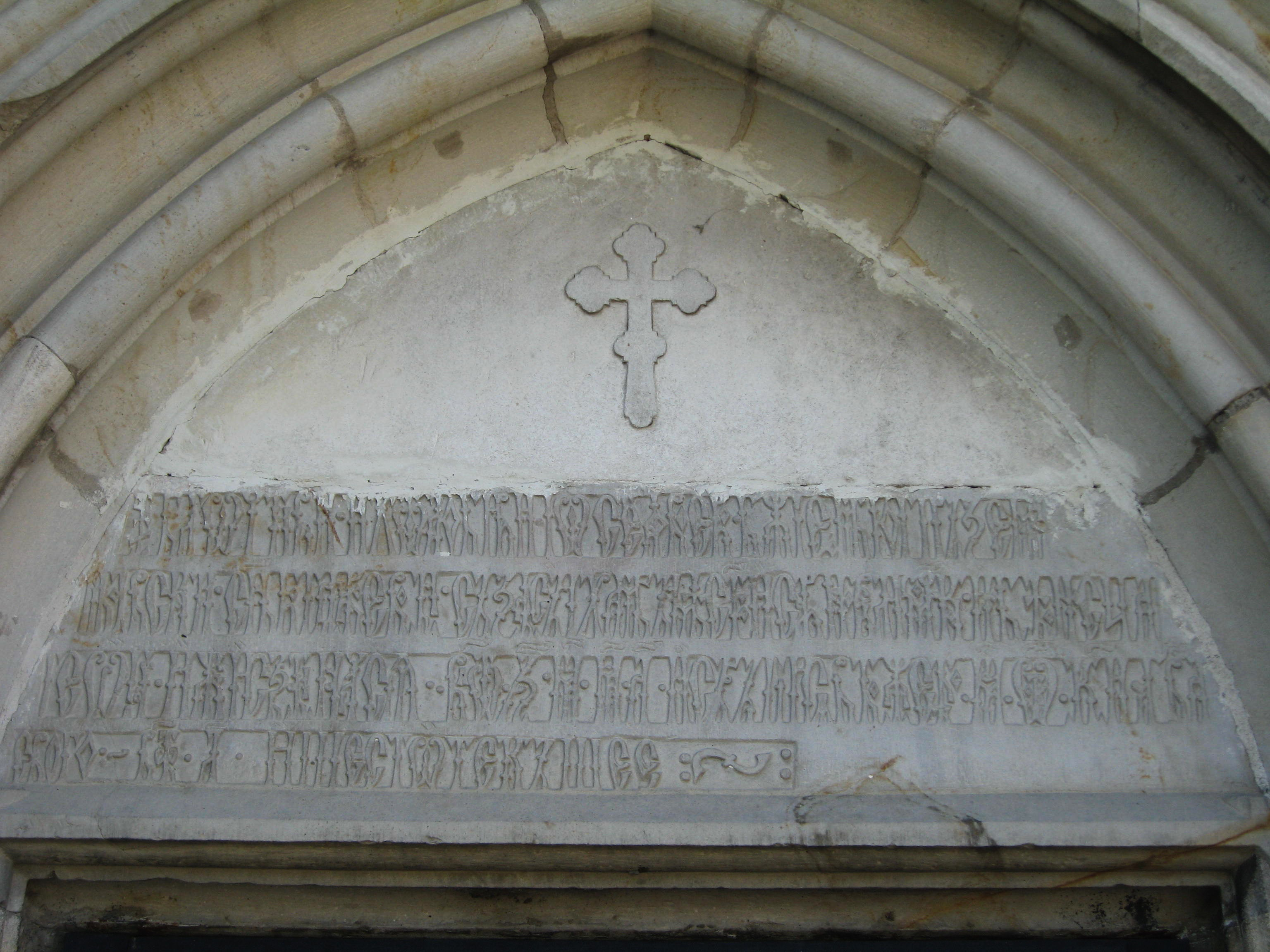
Pisania aflată deasupra intrării
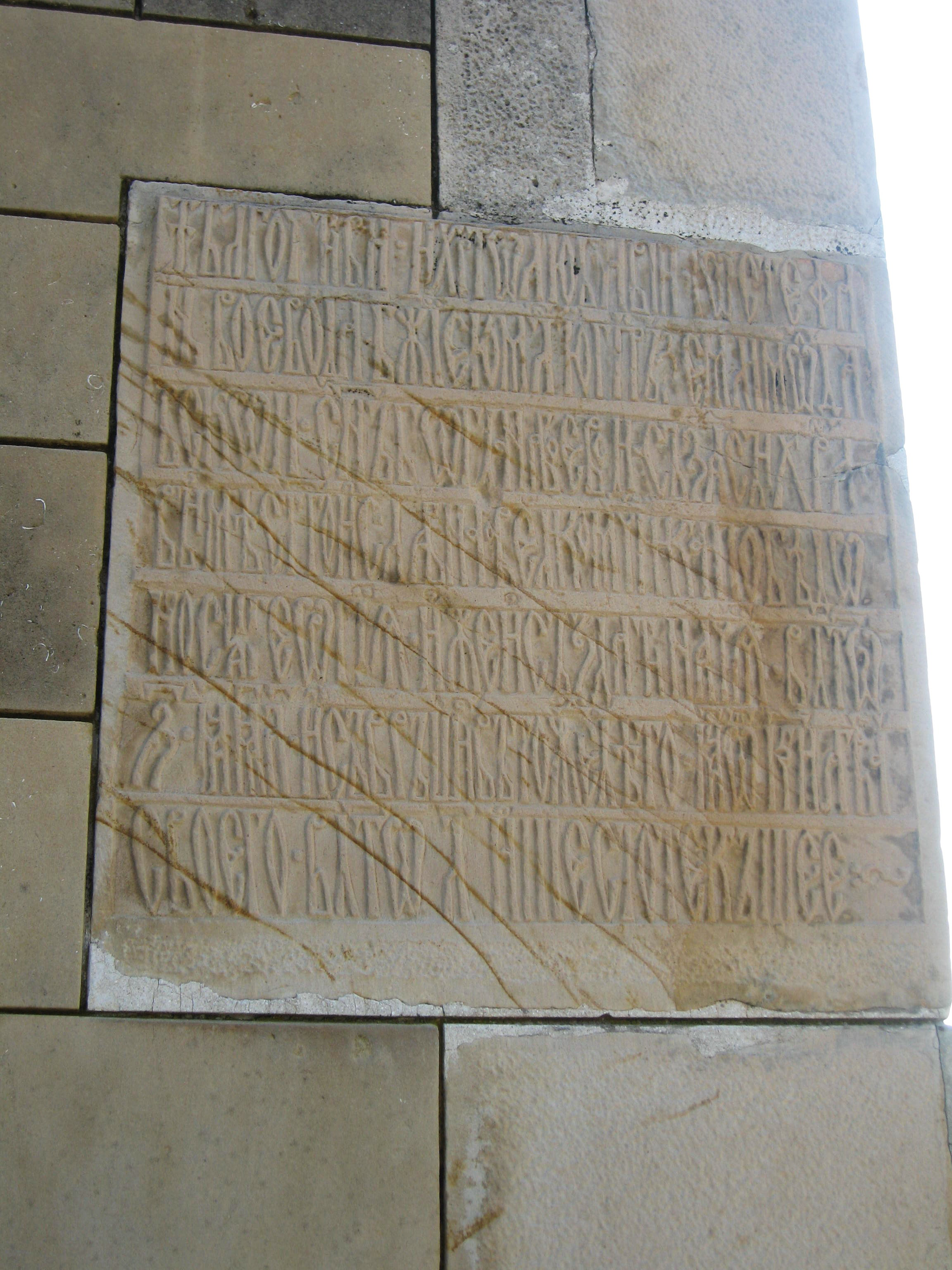
Pisanie aflată în dreapta intrării
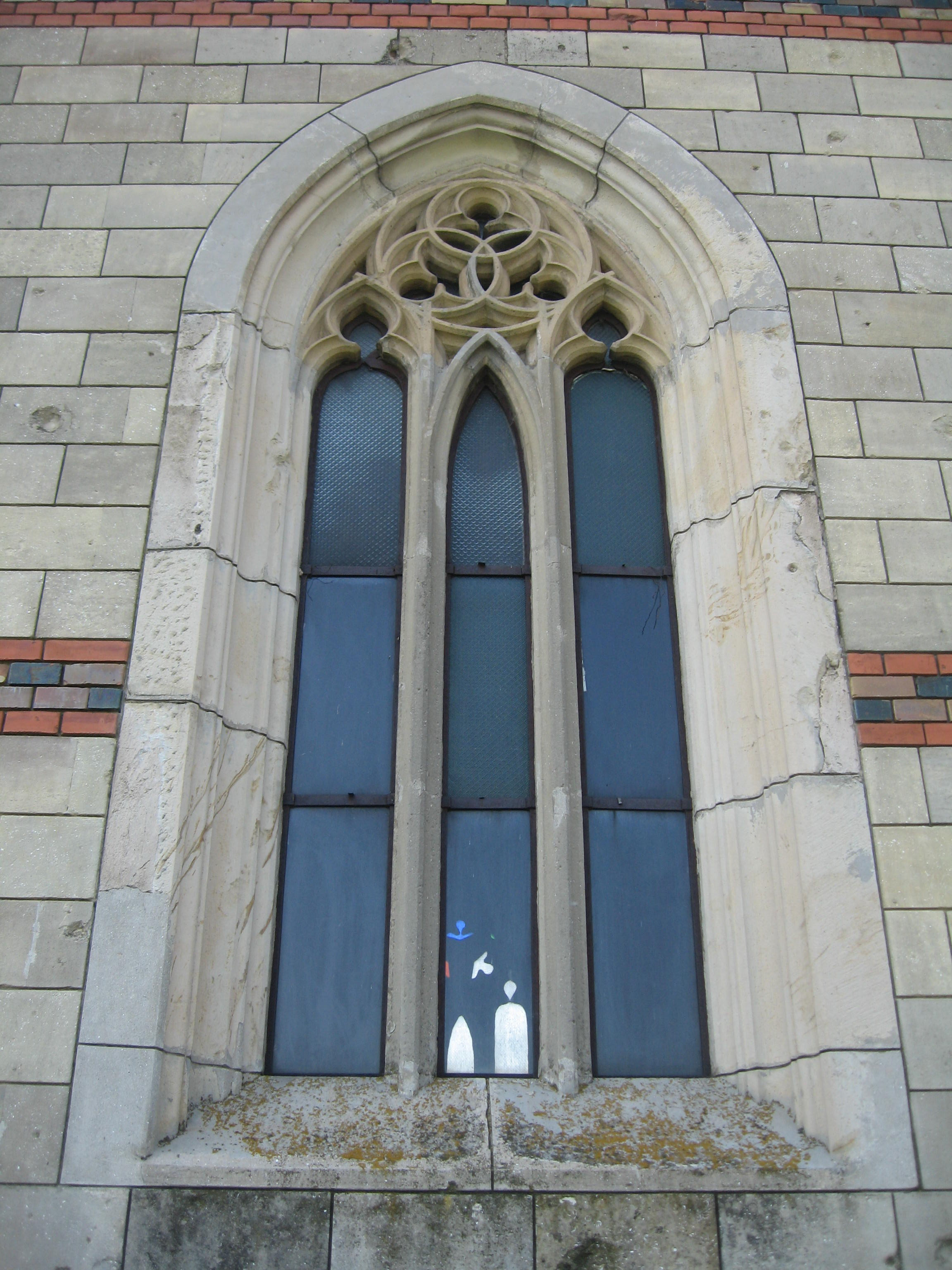
Fereastră
Clopotniţa
Clopotniţa